# Старица (Тверска област)
Старица (рус. Старица) град је на северозападу европског дела Руске Федерације. Налази се у јужном делу Тверске области и административни је центар Старичког рејона.
Према проценама националне статистичке службе, у граду је 2014. живело 8.265 становника, или око 40% од укупне популације Старичког рејона.

## Географија
Град Старица смештен је у источном делу Валдајског побрђа, на југу Тверске области, у подручју познатом као Старичко-Ржевско Поволжје. Лежи на левој обали реке Волге, на око 65 километара југозападно од административног центра области, града Твера.

## Историја
Према писаним изворима данашње насеље основао је 1297. године тверски књаз Михаил Јарославич као важно утврђење на обалама реке Старице (леве притоке Волге). Насеље је све до почетка XVI века било познато као Городок или Городеск (у буквалном преводу мали град).
Постоје две легенде о пореклу имена града, а према једној име потиче од реке на којој се налази. Према предању на месту данашњег насеља постојао је древни град Љубим (рус. Любим) који је 1292. године срушен до темеља током инвазије Татара. Разарање града преживела је само једна старица која се скривала у једној од бројних пећина, и по њој је касније ново насеље добило име.
Године 1485. насеље Старица заједно са целим Тверским књажеством постаје делом Велике московске кнежевине, а у периоду између 1505. и 1566. Старица је било средиштем Старичке кнежевине. Занимљиво је да је руски цар Иван Грозни живео у овом граду у периоду 1579—1581 током ратова са пољским краљем Стефаном Баторијем.
Године 1708. Старица постаје градом унутар Смоленске губерније, а од 1775. окружним центром тадашње Тверске губерније. Током XVIII и XIX века град је представљао важно пристаниште на пловном путу Волгом ка Санкт Петербургу. У непосредној близини града у то време је постојао каменолом где се вадио такозвани старички мермер.
Према подацима са сверуског пописа становништва ит 1897. године у граду је живело 6.368 становника, постојало је 10 цркви, 21 фабрика и чак 124 трговине.
Током Другог светског рата град је био окупиран од стране немачких фашиста у периоду између 12. октобра 1941. до 1. јануара 1942. године.
Од 1929. град је седиште Старичког рејона Тверске области.

## Демографија
Према подацима са пописа становништва 2010. у граду је живело 8.607 становника, док је према проценама за 2014. град имао 8.265 становника.
| 1897. | 1939. | 1959. | 1970. | 1979. | 1989. | 2002. | 2010. | 2014. |
| ----- | ----- | ----- | ----- | ----- | ----- | ----- | ----- | ----- |
| 6,368 | 4,500 | 4,905 | 6,244 | 7,518 | 9,120 | 9,125 | 8,607 | 8,265 |

## Градске знаменитости
Један од најважнијих градских симбола је Успењски манастир Руске православне цркве основан у XII веку. Манастир је опасан каменим бедемом и обухвата Успењску саборну цркву из 1530, Троицки сабор и Ваведењку цркву из 1570. године. У оквиру Ваведењске цркве постоји и историјско-археолошки музеј. Црква посвећена Јовану Богослову је из 1594. године.

## Знаменити Старичани
- Патријарх московски Јов (1525—1607) — први Патријарх московски и све Русије и светитељ Руске православне цркве рођен је и преминуо у Старици.
- Владимир Корнилов (1806—1854) — руски вицеадмирал, истакао се у одбрани Севастопоља током Кримског рата
- Иља Бражњин (1898—1982) — руски совјетски писац и новинар.